# Локачинский район
Локачи́нский райо́н (укр. Локачинський район) — упразднённая административная единица на юге Волынской области Украины. Административный центр — посёлок городского типа Локачи.

## География
Площадь — 712 км² (15-е место среди районов).

## История
Район образован в 1940 году.
19 июля 2020 года, в результате административно-территориальной реформы, район вошёл в состав Владимир-Волынского района. На его территории были сформированы Затурцевкая и Локачинская территориальные общины.

## Демография
Численность наличного население района, на 1 декабря 2013 года составила 22 547 человек, в том числе в городских условиях проживают 3890 человек (17,25 %), в сельских — 18 657 (82,75 %). Постоянное население — 22 609 человек, в том числе городское население — 3 804 человека (16,83 %), сельское — 18 805 человек (83,17 %)

## Административное устройство
На момент упразднения район включал в себя:
Количество советов (рад):
- городских — 0
- поселковых — 1
- сельских — 19

### Населённые пункты
Количество населённых пунктов:
- городов районного значения — 0
- посёлков городского типа — 1 (Локачи)
- сёл — 53
- посёлков сельского типа — 0

Всего насчитывается 54 населенных пункта.